# Riflesso tonico simmetrico cervicale
Il riflesso tonico simmetrico cervicale (abbreviato in STNR dall'inglese symmetrical tonic neck reflex) è un riflesso primitivo che emerge normalmente durante il primo anno di vita di un bambino e diminuisce a partire dall'età di 9-10 mesi. È un riflesso di transizione del ponte del tronco cerebrale e rappresenta un importante stadio dello sviluppo neurologico, necessario ad un bambino per passare dalla posizione sdraiata sul pavimento al gattonare o camminare da quadrupede.
Per poter fare questo, il bambino deve aver avuto successo nel scollegare il movimento automatico della testa dal movimento automatico delle braccia e delle gambe per avanzare oltre questa fase di sviluppo.
L'STNR è normalmente completamente sviluppato per 6-8 mesi e significativamente ridotto verso i 2-3 anni. Se questo riflesso viene mantenuto oltre i 2-3 anni a un livello tale da "modificare il movimento volontario", si ritiene che il bambino abbia "sviluppo immaturo e anormale di riflesso", e ciò può avere effetti ampi sullo sviluppo successivo del bambino.

## Test di accertamento del riflesso
Il riflesso tonico simmetrico cervicale può essere testato disponendo il bambino in posizione "a quattro zampe" sul pavimento e flettendo passivamente la testa in avanti e quindi estendendola all'indietro. La risposta prevista sarebbe la flessione della testa in avanti che produce la flessione delle estremità superiori e l'estensione delle estremità inferiori, mentre l'estensione della testa produrrà l'estensione delle estremità superiori e la flessione delle estremità inferiori.

## Significato diagnostico
Questo riflesso può aiutare il bambino a disporsi in posizione quadrupede o strisciante, ma non gli consente di strisciare perché quando il collo si flette in avanti, gli arti superiori si flettono e gli arti inferiori si estendono. Questo riflesso non è normalmente visibile o suscitato nei neonati normali, ma può essere visto in forma esagerata in molti bambini con paralisi cerebrale.